# 謝爾希夫
51°27′21″N 25°35′51″E / 51.45583°N 25.59750°E
塞爾希夫（烏克蘭語：Серхів）是位於烏克蘭西部沃倫州裏卡明-卡希爾斯基區的村莊，始建於1570年，面積0.13平方公里，海拔高度160米，人口510，人口密度每平方公里4,377.95人。